# Microsorum mindanense
Microsorum mindanense là một loài thực vật có mạch trong họ Polypodiaceae. Loài này được (H. Christ) Copel. miêu tả khoa học đầu tiên năm 1947.